# Petrus van Alexandrië

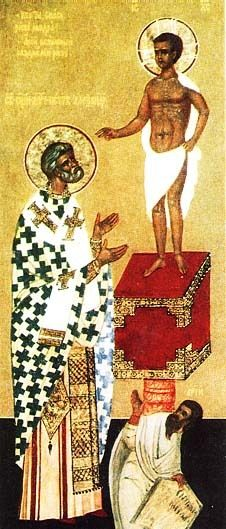
Visioen van Petrus van Alexandrië (Russisch icoon)

De heilige Petrus van Alexandrië (vermoord in Alexandrië, 311), bijgenaamd 'de laatste martelaar', omdat na hem de christenvervolgingen in het Romeinse Rijk werden gestaakt, was een Egyptische aartsbisschop, theoloog en martelaar. Petrus was van 300 tot 311 aartsbisschop van Alexandrië. Hij vluchtte tijdens de vervolging van 306 onder keizer Diocletianus en behandelde lapsi, christenen die hun geloof hadden afgevallen ten gevolge van de vervolgingen en toch weer terug wilden opgenomen worden in de Kerk, met mildheid. Dat veroorzaakte een kerkscheuring, die geleid werd door bisschop Meletius van Lycopolis. Van Petrus' theologische geschriften zijn slechts fragmenten bewaard gebleven. Hij schreef over de menswording van Jezus Christus in formuleringen die later door Athanasius uitgewerkt zouden worden. Hij stierf de marteldood samen met de heiligen Leucius en Severus van Alexandrië, omdat hij in het openbaar zijn geloof had verkondigd. Als zijn feestdag worden genoemd 11 januari, 10 februari, 14 februari en 25 november. 

## Bron
- Die Religion in Geschichte und Gegenwart (3e druk, 1956-1965) 5, p. 250.